# Sieriaki (obwód pskowski)
Sieriaki (ros. Серяки) – wieś (ros. деревня, trb. dieriewnia) w zachodniej Rosji, w wołoście Luszczikskaja (osiedle wiejskie) rejonu bieżanickiego w obwodzie pskowskim.

## Geografia
Miejscowość położona jest 5 km od centrum administracyjnego osiedla wiejskiego (Luszczik), 6,5 km od centrum administracyjnego rejonu (Bieżanice), 127 km od stolicy obwodu (Psków).

## Demografia
W 2010 r. miejscowość zamieszkiwała 1 osoba.